# Jhonathan Caicedo
Jhonathan Caicedo Vergara (Caloto, Cauca, 15 de noviembre de 1995) es un futbolista colombiano. Juega de mediocampista en Real Santa Cruz de la Primera División de Bolivia.

## Clubes
| Club            | País     | Año  |
| --------------- | -------- | ---- |
| Fortaleza       | Colombia | 2014 |
| Once Caldas     | Colombia | 2015 |
| Envigado F. C.  | Colombia | 2016 |
| Unión Magdalena | Colombia | 2017 |
| Atlético        | Colombia | 2018 |
| Atlético Huila  | Colombia | 2019 |